# George Hill (basquetebolista)
George Jesse Hill Jr. (Indiana, 4 de maio de 1986) é um norte-americano jogador de basquete profissional que atualmente joga no Indiana Pacers da National Basketball Association (NBA).
Ele jogou basquete universitário pela Indiana University – Purdue University Indianapolis (IUPUI) e foi selecionado pelo San Antonio Spurs como a 26º escolha geral no Draft da NBA de 2008.

## Primeiros anos
Nascido e criado em Indianápolis, Indiana, Hill admirava jogadores como Michael Jordan, Magic Johnson e Larry Bird enquanto sonhava em um dia jogar na NBA; quando questionado sobre seu objetivo de se tornar uma escolha de primeira rodada no Draft da NBA de 2008, Hill comentou: "É o meu sonho de infância". 
Filho único, Hill frequentou a Broad Ripple High School, onde se destacou como um dos melhores jogadores do ensino médio do estado e foi um dos "Magnificent Seven" de Indianápolis (junto com Greg Oden, Mike Conley, Jr., Josh McRoberts, Rodney Carney, Eric Gordon e Courtney Lee). Carney se lembra de ter jogado contra Hill: "Esse garotinho chegou acertando todos os tipos de cestas de 3 pontos e eu pensei, 'Quem é esse garotinho?' Eu sabia que ele seria incrível quando vi esse garotinho magricela segurando a bola e fazendo arremessos". Hill jogou contra todos os membros do Magnificent Seven, exceto Gordon, que estava se recuperando de uma lesão no pulso durante o encontro. Ele enfrentou Oden e Conley durante seu primeiro ano no ensino médio e se lembra de ter jogado contra Gordon, de 10 anos, quando ele tinha 13.
Em seu último ano, Hill teve média de 36,2 pontos, a quinta maior média de uma única temporada na história da Indiana High School Athletic Association.

## Carreira universitária
Apesar das ofertas de bolsas de estudos de várias universidades de grande porte, incluindo Temple e Indiana, ele decidiu se comprometer com a IUPUI, desejando ficar perto de seu bisavô doente, Gilbert Edison. Poucos meses depois de concordar em estudar na IUPUI, seu bisavô morreu, sem nunca ter tido a oportunidade de vê-lo jogar basquete em nível universitário. Seguindo o conselho do bisavô de ser sempre um homem de palavra, Hill decidiu permanecer na IUPUI.
Em seu segundo ano, ele levou a IUPUI ao melhor recorde na conferência.
Após uma lesão que o forçou a perder o seu terceiro ano, Hill voltou na temporada seguinte e levou a equipe a um recorde escolar de 26 vitórias e às finais da Summit League antes de perder para Oral Roberts University e, portanto, não garantir uma vaga no Torneio da NCAA.
Sem contar a temporada de 2006-07 encurtada pela lesão de Hill, a equipe teve um recorde de 61-30 durante suas três temporadas
Apesar de ter um ano de elegibilidade restante, Hill se declarou elegível para o Draft da NBA de 2008. Ele deixou a IUPUI como o quinto maior pontuador de todos os tempos com 1.619 pontos.

## Carreira profissional

### San Antonio Spurs (2008–2011)
Embora ele tenha atraído olheiros da NBA para seus jogos universitários, Hill não foi projetado como uma das principais escolhas na maioria dos drafts simulados.
O difícil foi colocar meu nome, saber que tenho ótimos companheiros de equipe e ótimos treinadores e se dependesse da minha saída, não conseguiria jogar pela equipe ou pelos treinadores de novo. O fácil era, se eu coloco meu nome e não sou selecionado, ainda tenho a opção de voltar e jogar por essa grande universidade.— George Hill 
Nos meses seguintes, Hill trabalhou com várias equipes da NBA. Depois de um desempenho impressionante no acampamento de pré-draft de Orlando, Hill atraiu a atenção e se tornou uma seleção projetada para a segunda rodada. Na noite do draft, o San Antonio Spurs surpreendeu muitos ao selecionar Hill como sua 26ª escolha na primeira rodada; muitos esperavam que os Spurs selecionassem Mario Chalmers. Hill tornou-se a segunda escolha de primeira rodada do draft na história da Summit League e o primeiro jogador a ser recrutado pela IUPUI. Em 23 de setembro de 2008, os Spurs assinaram com Hill um contrato padrão de novato que garantia os primeiros dois anos e incluía uma opção de renovação nos próximos dois anos.

#### Temporada de 2008-09
Em 14 de julho de 2008, em seu primeiro jogo na Summer League, Hill registrou 17 pontos e 8 rebotes na vitória dos Spurs. Ao longo da Summer League, Hill teve dificuldades em seu arremesso, acertando apenas 2 de 25 arremessos (8,0%) e um de seis de três pontos (16,7%). Hill jogou em três jogos da Summer League e terminou com médias de 8,0 pontos, 7,0 rebotes e 3,0 assistências em 31,7 minutos.
No Utah Revue, Hill liderou sua equipe com média de 12,9 pontos em quatro jogos; no entanto, ele continuou a ter dificuldade ofensivamente, acertando apenas 21,4% de seus arremessos de três pontos. No primeiro dos quatro jogos, Hill marcou 21 pontos e ajudou os Spurs a derrotar o Utah Jazz por 82-57. Ele seguiu com uma atuação ofensiva discreta, 6 pontos, em uma vitória contra o NBDL Ambassadors, antes de marcar 18 pontos na derrota contra o Dallas Mavericks. Na final da Revue, Hill mais uma vez teve dificuldades com seu arremesso (1-7), mas conseguiu fazer jogadas importantes. Ele fez dois lances livres a 6,9 segundos do fim e, em seguida, forçou um turnover na extremidade defensiva para vencer o anteriormente invicto Atlanta Hawks. 
Em 4 de novembro de 2008, Hill fez sua estreia na NBA contra o Dallas Mavericks no terceiro jogo da temporada. Ele havia ficado de fora nos dois jogos anteriores devido a uma torção no polegar esquerdo. Em 15 minutos de jogo, ele registrou 11 pontos, 1 roubo de bola e 1 assistência.
Hill inicialmente serviu como principal reserva do armador, mas depois que Tony Parker sofreu uma lesão, ele foi promovido a titular. Após o retorno de Parker e Manu Ginóbili, Hill recebeu menos minutos. Ele terminou sua temporada de estreia com médias de 5,7 pontos, 2,1 rebotes e 1,8 assistências. Hill fez sua estreia nos playoffs no Jogo 2 da primeira rodada contra os Mavs, mas jogou apenas 5 minutos.

#### Temporada de 2009-10

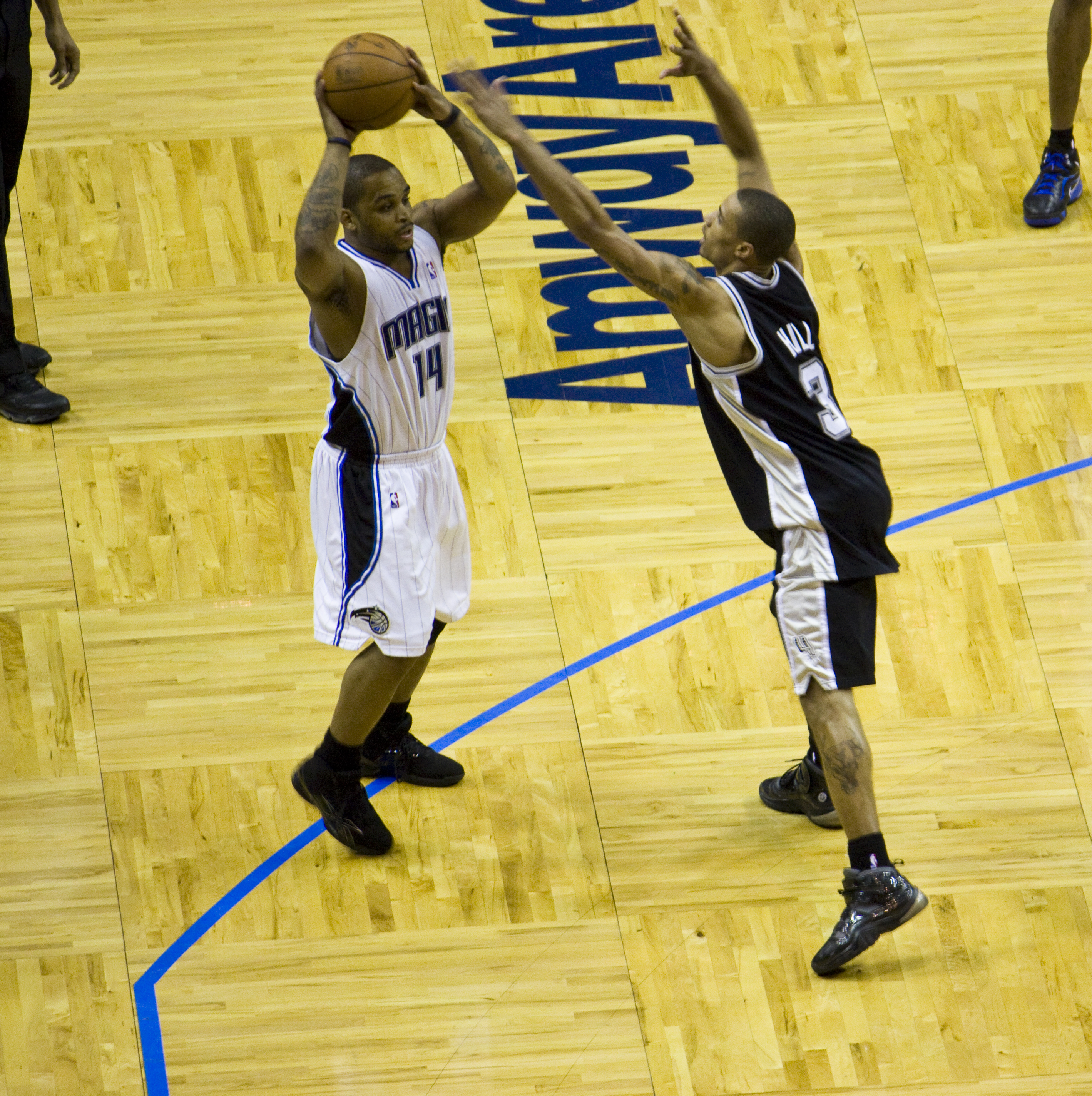
Hill marcarndo Jameer Nelson do Orlando Magic em Março de 2010

Hill passou a maior parte do período de entressafra trabalhando em suas habilidades de armador, supervisionado pelo técnico Chad Forcier, e seus arremessos com o técnico Chip Engelland. Seguindo o conselho do ex-jogador dos Spurs, Bruce Bowen, ele se concentrou em desenvolver seu arremesso de três pontos. Quando o campo de treinamento chegou, Hill havia convertido 8.000 arremessos.
Seu trabalho árduo rendeu grandes dividendos assim que a temporada de 2009-10 começou. Hill viu sua média de minutos aumentarem de 16,5 para 29. Ele também foi titular em 43 jogos, a maioria deles enquanto Tony Parker lutava contra lesões. Hill mais que dobrou sua média de pontuação, melhorou sua porcentagem de arremesso em 7,5 pontos percentuais e seu arremesso de 3 pontos em 7,9 pontos percentuais. 
Em 1º de abril, Hill registrou 30 pontos, 5 roubos de bola e 7 assistências em uma vitória em casa contra o Houston Rockets. Ele terminou a temporada regular empatado com Kevin Durant e Marc Gasol em segundo lugar no Prêmio de Jogador que Mais Evoluiu. Todos os três obtiveram um total de 101 pontos na votação.
Na primeira rodada dos playoffs contra os Mavs, ele foi ineficaz no Jogo 1, marcando 0 pontos em 17 minutos após se recuperar de uma lesão no tornozelo. Ele se livrou de sua hesitação nos jogos seguintes, marcando 7 e 17 pontos nos Jogos 2 e 3. Hill levou os Spurs à vitória no Jogo 4 em uma noite em que Duncan, Parker e Ginobili, acertaram um combinado de 9 de 34 arremessos. Hill marcou 29 pontos. Ele teve médias de 22,3 pontos na série, ajudando os Spurs a vencer a série em seis jogos.

#### Temporada de 2010-11

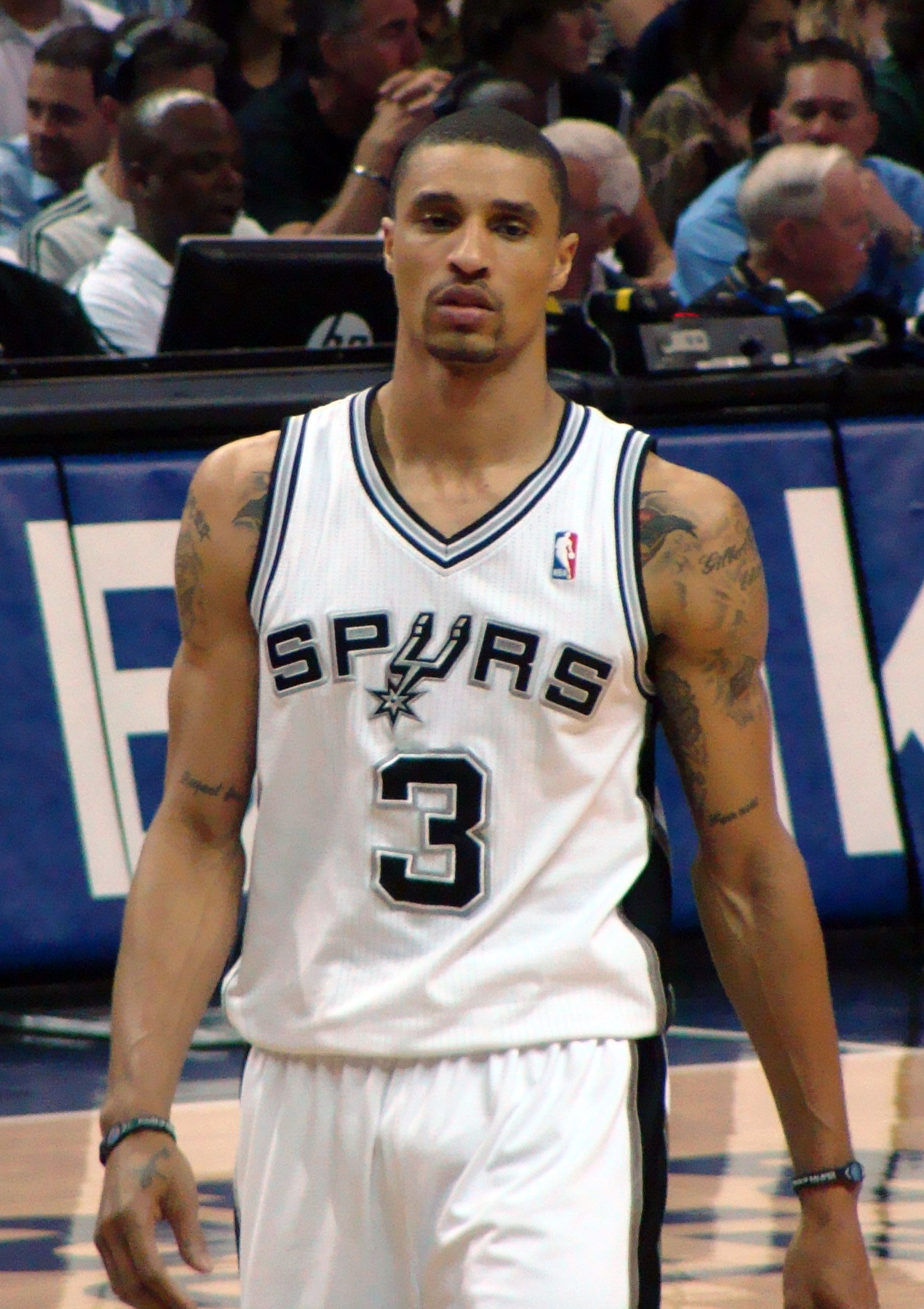
Hill em março de 2011

Em 28 de março de 2011, Hill marcou 30 pontos em uma derrota por 119-114 para o Houston Rockets. Nessa temporada, ele teve médias de 11.6 pontos, 2.6 rebotes e 2.5 assistências em 76 jogos.

### Indiana Pacers (2011–2016)
Durante o draft de 2011 em 23 de junho de 2011, Hill foi negociado com o Indiana Pacers em uma troca que enviou Kawhi Leonard, Dāvis Bertāns e Erazem Lorbek para os Spurs.
Hill começou a temporada como reserva de Darren Collison. Em 31 de janeiro de 2012, ele deixou o jogo contra o New Jersey Nets após sofrer uma lesão no tornozelo. Os Pacers anunciaram que era uma pequena fratura. Ele perdeu 12 jogos com a lesão e voltou no dia 22 de fevereiro, contra o Charlotte Bobcats. Em 9 de abril de 2012, o treinador dos Pacers, Frank Vogel, anunciou que Hill seria titular no lugar do machucado Collison. Embora Collison tenha voltado da lesão, Hill permaneceu como titular pelo resto da temporada. Ele terminou a temporada com médias de 9,6 pontos, 3.0 rebotes e 2.9 assistências.
Durante a primeira rodada dos playoffs contra o Orlando Magic, Hill marcou dois dígitos em todos os cinco jogos, enquanto os Pacers avançava para a semifinal da Conferência Leste. Enfrentando o Miami Heat nas semifinais da Conferência, ele registrou 20 pontos e 5 assistências no Jogo 3. O Heat venceu os próximos 3 jogos, avançando para as Finais da Conferência e eventualmente se tornando campeão da NBA.

Em 13 de julho de 2012, Hill renovou seu contrato com os Pacers por cinco anos e US $ 40 milhões.

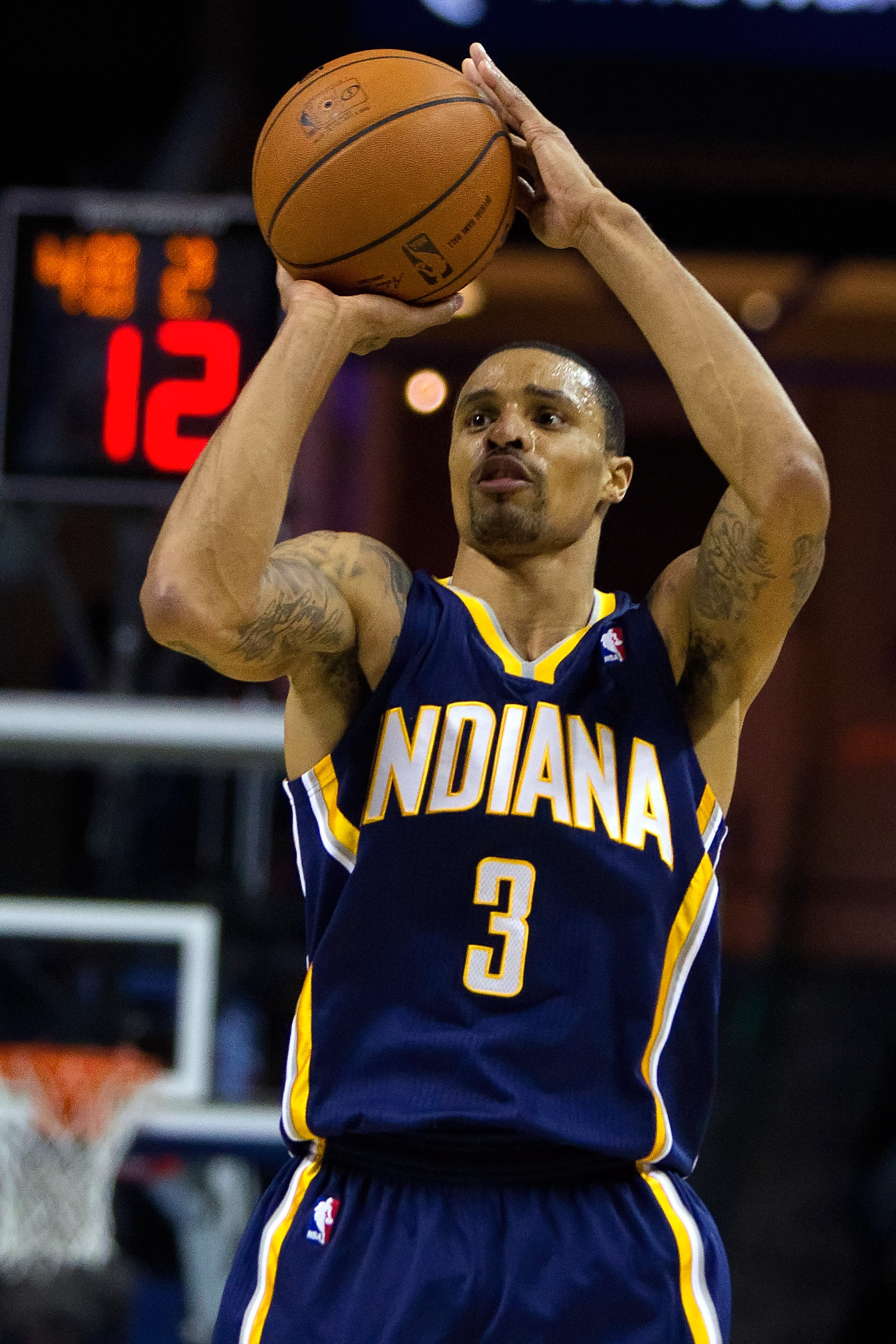
Hill com os Pacers em março de 2014

Durante a temporada de 2012-13, Hill fez a cesta da vitória contra o Toronto Raptors e a assistências para os pontos da vitória contra o Los Angeles Lakers. Hill e os Pacers foram para as finais da Conferência Leste, mas perderam para o atual campeão Miami Heat em 7 jogos.
Hill teve o melhor jogo de sua carreira na NBA em 7 de fevereiro de 2014, quando marcou 37 pontos em uma vitória contra o Portland Trail Blazers.
Depois de perder os primeiros 28 jogos da temporada devido a uma lesão no joelho esquerdo, Hill voltou à ação em 23 de dezembro contra o New Orleans Pelicans. Em pouco mais de 21 minutos, ele registrou 15 pontos, 4 rebotes, 3 assistências e 1 roubo de bola na vitória por 96-84.
Em 27 de fevereiro de 2015, Hill registrou seu primeiro triplo-duplo da carreira com 15 pontos, 10 rebotes e 12 assistências na vitória por 93-86 sobre o Cleveland Cavaliers. Em 14 de março, ele marcou 30 pontos, o recorde da temporada, na derrota por 89-93 para o Boston Celtics.
Em 19 de fevereiro de 2016, Hill registrou nove pontos, nove assistências e 11 rebotes na vitória dos Pacers por 101-98 sobre o Oklahoma City Thunder.

### Utah Jazz (2016–2017)
Em 7 de julho de 2016, Hill foi negociado com o Utah Jazz em um acordo de três equipes que também envolveu o Atlanta Hawks. Ele fez sua estreia pelo Jazz na abertura da temporada em 25 de outubro contra o Portland Trail Blazers, registrando 19 pontos e seis assistências em uma derrota por 113-104.
Em 7 de novembro, ele foi nomeado o Jogador da Semana da Conferência Oeste pelos jogos disputados de 31 de outubro a 6 de novembro. Nesse período ele teve médias de 20,8 pontos, 5,8 assistências e 3,3 rebotes.
Em 23 de novembro, ele marcou 22 pontos em seu retorno de uma ausência de oito jogos, enquanto o Jazz encerrava uma sequência de quatro derrotas consecutivas com uma vitória por 108-83 sobre o Denver Nuggets. Em 29 de dezembro, ele voltou à ação contra o Philadelphia 76ers depois de perder 13 jogos com uma torção no dedo do pé. Em 21 de janeiro de 2017, ele marcou 30 pontos, o recorde da temporada, na vitória por 109-100 sobre os Pacers. Em 3 de março de 2017, ele marcou 34 pontos em uma vitória por 112–97 sobre o Brooklyn Nets.

### Sacramento Kings (2017–2018)
Em 10 de julho de 2017, Hill assinou um contrato de três anos e US $ 57 milhões com o Sacramento Kings. O negócio foi totalmente garantido para as duas primeiras temporadas, com apenas $ 1 milhão garantido para a temporada de 2019-20.

### Cleveland Cavaliers (2018)
Em 8 de fevereiro de 2018, Hill foi adquirida pelo Cleveland Cavaliers em uma troca de três equipes que também envolveu o Utah Jazz. Embora os Cavs tenham feito sua quarta aparição consecutiva nas finais, eles foram derrotados em 4 jogos pelo Golden State Warriors.

### Milwaukee Bucks (2018–2020)
Em 7 de dezembro de 2018, Hill foi negociado com o Milwaukee Bucks em um acordo de cinco jogadores e três times que também incluiu o Washington Wizards.
Os Bucks foram para as finais da Conferência Leste (a primeira da franquia desde a temporada de 2000-01), mas foram derrotados em 6 jogos pelo Toronto Raptors. Após a temporada, Hill assinou um contrato de 3 anos e US $ 29 milhões para permanecer na equipe. Na Temporada de 2019–20, apesar de terminar com o melhor recorde na Conferência Leste com 56-17, os Bucks foram derrotado nas Semifinais da Conferência pelo Miami Heat em 5 jogos.

### Oklahoma City Thunder (2020–2021)
Em 24 de novembro de 2020, Hill foi negociado com o Oklahoma City Thunder em um acordo de quatro equipes também envolveu o New Orleans Pelicans e o Denver Nuggets. Em 24 de janeiro de 2021, Hill fraturou o polegar direito no que seria seu último jogo pelo Thunder, e acabou passando por uma cirurgia.

### Philadelphia 76ers (2021)
Em 25 de março de 2021, Hill foi negociado com o Philadelphia 76ers. Em 3 de agosto, ele foi dispensado pelos 76ers.

### Retorno a Milwaukee (2021–2023)
Em 6 de agosto de 2021, Hill retornou ao Milwaukee Bucks em um contrato de 2 anos e US$ 8 milhões. Em 8 de abril de 2022, Hill sofreu uma distensão abdominal em um jogo contra o Detroit Pistons e foi descartado indefinidamente. Em 7 de maio, Hill voltou à rotação de Milwaukee, jogando 11 minutos durante a vitória por 103-101 sobre o Boston Celtics no Jogo 3 na segunda rodada dos playoffs.

### Retorno a Indiana (2023–Presente)
Em 9 de fevereiro de 2023, Hill foi negociado com o Indiana Pacers em uma troca de quatro times que também envolveu o Brooklyn Nets e o Phoenix Suns.

## Perfil do jogador
No dia do draft, a ESPN relatou que Hill tinha uma envergadura de 2,05m. O atleticismo, comprimento e força de Hill estão entre seus maiores trunfos; indo para a NBA, ele teria uma defesa pronta para a NBA, mas ainda precisava melhorar ofensivamente.
O técnico dos Spurs, Gregg Popovich, disse: "Ele faz um pouco de tudo. A grande coisa sobre ele é que é um jogador de basquete muito bom, é um defensor tenaz, pode marcar pontos, correr, é um bom passador e é mesmo um cara de time”. Quando questionado em várias ocasiões com qual jogador da NBA ele mais se parecia, Hill escolheu Monta Ellis, acrescentando que se via como jogador que gosta de jogar na defesa e entrar nas linhas de passe.

## Estatísticas da carreira

### NBA

#### Temporada Regular
| Ano      | Equipe        | PJ  | PT  | MPJ  | AP   | 3P   | LL   | RT  | AS  | BR  | TO | PPJ  |
| -------- | ------------- | --- | --- | ---- | ---- | ---- | ---- | --- | --- | --- | -- | ---- |
| 2008–09  | San Antonio   | 77  | 7   | 16.5 | .403 | .329 | .781 | 2.1 | 1.8 | .6  | .3 | 5.7  |
| 2009–10  | San Antonio   | 78  | 43  | 29.2 | .478 | .399 | .772 | 2.6 | 2.9 | .9  | .3 | 12.4 |
| 2010–11  | San Antonio   | 76  | 5   | 28.3 | .453 | .377 | .863 | 2.6 | 2.5 | .9  | .3 | 11.6 |
| 2011–12  | Indiana       | 50  | 9   | 25.5 | .442 | .367 | .778 | 3.0 | 2.9 | .8  | .3 | 9.6  |
| 2012–13  | Indiana       | 76  | 76  | 34.5 | .443 | .368 | .817 | 3.7 | 4.7 | 1.1 | .3 | 14.2 |
| 2013–14  | Indiana       | 76  | 76  | 32.0 | .442 | .365 | .807 | 3.7 | 3.5 | 1.0 | .3 | 10.3 |
| 2014–15  | Indiana       | 43  | 36  | 29.5 | .477 | .358 | .790 | 4.2 | 5.1 | 1.0 | .3 | 16.1 |
| 2015–16  | Indiana       | 74  | 73  | 34.1 | .441 | .406 | .760 | 4.0 | 3.5 | 1.1 | .2 | 12.1 |
| 2016–17  | Utah          | 49  | 49  | 31.5 | .477 | .403 | .801 | 3.4 | 4.2 | 1.0 | .2 | 16.9 |
| 2017–18  | Sacramento    | 43  | 36  | 26.6 | .469 | .453 | .778 | 2.7 | 2.8 | .9  | .3 | 10.3 |
| 2017–18  | Cleveland     | 24  | 24  | 27.9 | .444 | .351 | .805 | 2.7 | 2.8 | .9  | .6 | 9.4  |
| 2018–19  | Cleveland     | 13  | 13  | 26.5 | .514 | .464 | .850 | 2.1 | 2.8 | .9  | .1 | 10.8 |
| 2018–19  | Milwaukee     | 47  | 0   | 20.4 | .428 | .280 | .815 | 2.6 | 2.1 | .9  | .1 | 6.8  |
| 2019–20  | Milwaukee     | 59  | 2   | 21.5 | .516 | .460 | .842 | 3.0 | 3.1 | .8  | .1 | 9.4  |
| 2020–21  | Oklahoma City | 14  | 14  | 26.4 | .508 | .386 | .840 | 2.1 | 3.1 | .9  | .1 | 11.8 |
| 2020–21  | Philadelphia  | 16  | 3   | 18.9 | .442 | .391 | .760 | 2.0 | 1.9 | .7  | .2 | 6.0  |
| 2021–22  | Milwaukee     | 54  | 17  | 23.2 | .429 | .306 | .919 | 2.9 | 2.2 | .8  | .1 | 6.2  |
| 2022–23  | Milwaukee     | 35  | 0   | 19.1 | .447 | .311 | .739 | 1.9 | 2.5 | .5  | .1 | 5.0  |
| Carreira | Carreira      | 904 | 483 | 26.2 | .458 | .376 | .806 | 2.8 | 3.0 | .8  | .2 | 10.5 |

#### Playoffs
| Ano      | Equipe       | PJ  | PT | MPJ  | AP   | 3P   | LL    | RT  | AS  | BR  | TO | PPJ  |
| -------- | ------------ | --- | -- | ---- | ---- | ---- | ----- | --- | --- | --- | -- | ---- |
| 2009     | San Antonio  | 4   | 0  | 19.0 | .333 | .375 | .857  | 2.0 | .5  | .5  | .3 | 5.8  |
| 2010     | San Antonio  | 10  | 8  | 34.4 | .451 | .379 | .838  | 3.1 | .7  | 1.0 | .2 | 13.4 |
| 2011     | San Antonio  | 6   | 1  | 31.5 | .400 | .267 | .867  | 5.0 | 2.3 | 1.5 | .3 | 11.7 |
| 2012     | Indiana      | 11  | 11 | 31.5 | .448 | .375 | .848  | 2.3 | 2.9 | 1.2 | .3 | 13.5 |
| 2013     | Indiana      | 18  | 18 | 38.1 | .401 | .358 | .829  | 3.7 | 4.3 | 1.2 | .2 | 14.6 |
| 2014     | Indiana      | 19  | 19 | 36.2 | .444 | .364 | .721  | 3.7 | 3.0 | 1.2 | .2 | 12.1 |
| 2016     | Indiana      | 7   | 7  | 33.6 | .561 | .481 | .818  | 2.7 | 2.1 | .9  | .1 | 13.6 |
| 2017     | Utah         | 8   | 8  | 35.1 | .469 | .387 | .724  | 4.1 | 3.6 | .3  | .1 | 15.6 |
| 2018     | Cleveland    | 19  | 18 | 29.3 | .450 | .314 | .774  | 2.2 | 2.2 | .5  | .4 | 9.2  |
| 2019     | Milwaukee    | 15  | 0  | 26.3 | .534 | .417 | .818  | 3.5 | 2.8 | .9  | .3 | 11.5 |
| 2020     | Milwaukee    | 10  | 1  | 26.8 | .478 | .357 | .808  | 2.4 | 3.1 | .6  | .0 | 9.5  |
| 2021     | Philadelphia | 12  | 0  | 17.1 | .442 | .421 | .769  | 1.3 | 1.5 | .7  | .3 | 4.7  |
| 2022     | Milwaukee    | 5   | 0  | 15.3 | .200 | .500 | 1.000 | 1.2 | .6  | .0  | .0 | 1.0  |
| Carreira | Carreira     | 144 | 91 | 28.7 | .431 | .384 | .820  | 2.8 | 2.2 | .8  | .2 | 10.4 |

### Universidade
| Ano      | Equipe   | PJ | PT | MPJ  | AP   | 3P   | LL   | RT  | AS  | BR  | TO  | PPJ  |
| -------- | -------- | -- | -- | ---- | ---- | ---- | ---- | --- | --- | --- | --- | ---- |
| 2004–05  | IUPUI    | 29 | 21 | 28.4 | .523 | .412 | .709 | 4.5 | 2.2 | 1.4 | .2  | 10.7 |
| 2005–06  | IUPUI    | 29 | 29 | 35.1 | .518 | .320 | .798 | 6.0 | 3.6 | 1.7 | .3  | 18.9 |
| 2006–07  | IUPUI    | 5  | 5  | 28.4 | .509 | .308 | .652 | 5.4 | 2.0 | 1.6 | .0  | 14.6 |
| 2007–08  | IUPUI    | 32 | 32 | 36.8 | .545 | .450 | .812 | 6.8 | 4.3 | 1.8 | .4  | 21.5 |
| Carreira | Carreira | 95 | 87 | 32.1 | .523 | .372 | .742 | 5.6 | 3.0 | 1.6 | 0.2 | 16.4 |

Fonte:

## Vida pessoal
Em 16 de janeiro de 2016, a namorada de Hill, Samantha, deu à luz ao primeiro filho do casal, Zayden Jaxon Hill. Em 4 de janeiro de 2018, Samantha deu à luz seu segundo filho, Zoë Jessie Hill. Eles se casaram em 13 de agosto de 2018. Hill recebeu seu diploma da Escola de Artes Liberais da IUPUI  em 12 de maio de 2018. Ele foi um dos dois alunos oradores a se dirigir aos novos graduados.
Hill possui um rancho de 850 acres em Texas Hill Country, a 35 minutos de carro ao norte de sua casa em San Antonio. Ele emprega 16 trabalhadores para cuidar dos grandes herbívoros que hospeda em sua fazenda. Existem dezenas de espécies na fazenda, como gamos, sabres, cangurus, gnus, burros, alces, antílopes, órix cimitarra, órix árabe, lechwes vermelhos, veados da Nova Zelândia, kudus, avestruzes e zebras, entre outros.